# Клонимир Строимирович
Клонимир Строимирович — сын Строимира, внук сербского князя Властимира и отец сербского князя 927—950 годов — Часлава. После смерти отца совместно с братьями Мутимиром и Гойником управлял Сербским княжеством. После междоусобицы отправлен в Болгарию, где женился на болгарке.

## Биография
Клонимир был сыном Строимира, второго сына сербского князя Властимира, прославившегося победами над Болгарским царством.
После смерти Властимира его дети Мутимир, Строимир и Гойник совместно управляли страной. Однако через некоторое время между ними произошла усобица. В результате конфликта между братьями Мутимиру удалось одержать победу: Строимир, его сын Клонимир и Гойник были отправлены в Болгарию.
В Болгарии Клонимир жил до 896 года и там же женился на знатной булгарке, сосватанной ему царём Борисом I.
В 891 году Мутимир умер и в Сербии началась борьба за власть, в которой победил Петр Гойникович. В 896 году Клонимир вторгся в Сербию и занял столицу Достинику. Однако в последовавшей битве его войска были разбиты, а сам Клонимир погиб, убитый Петром Гойниковичем.
Сын Клонимира Часлав правил Сербией с приблизительно 927 по 960 год.